# Palais Widmann

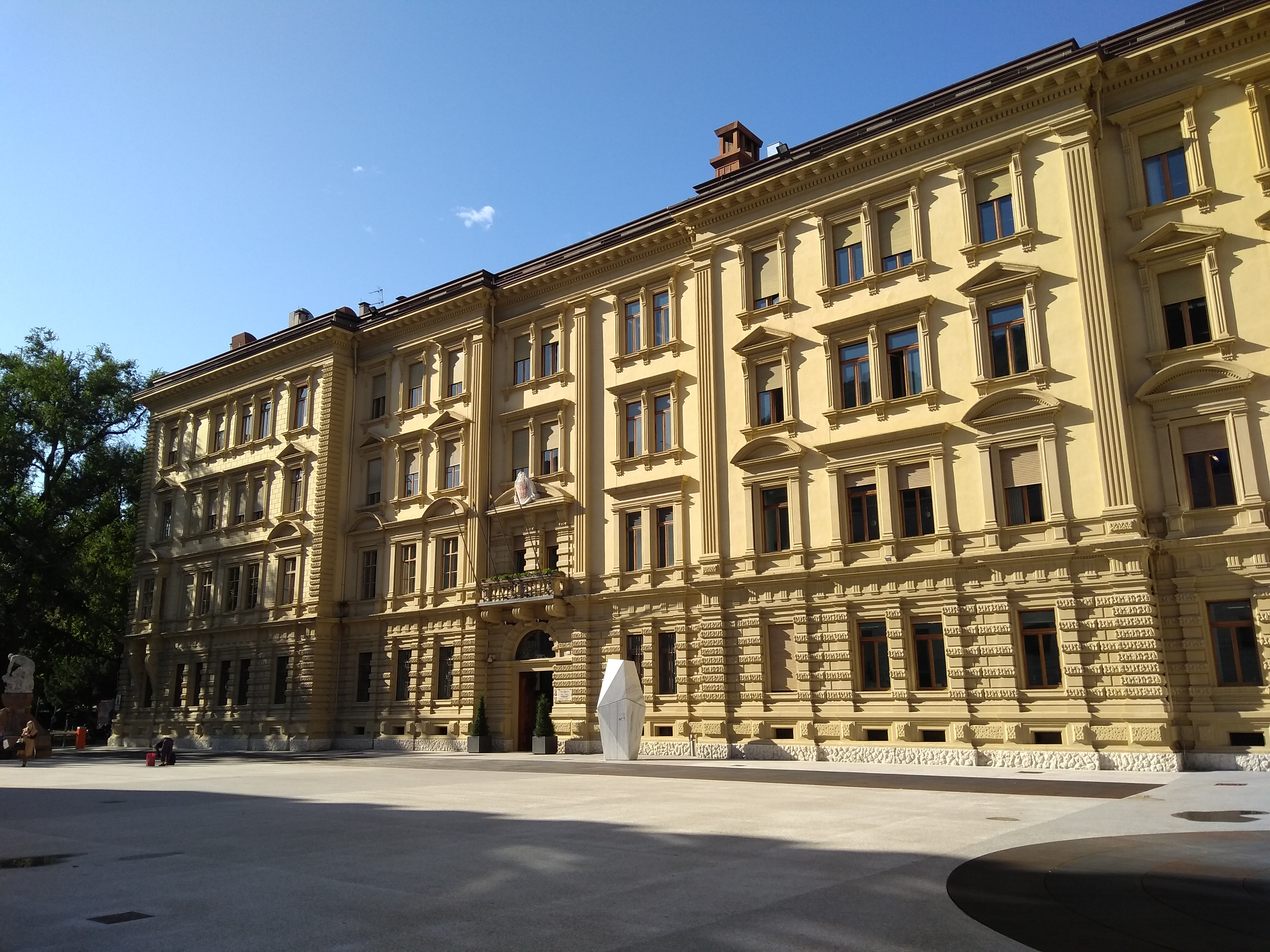
Palais Widmann in Bozen von Osten

Das Palais Widmann, auch als Landhaus 1 bezeichnet, in der Südtiroler Hauptstadt Bozen ist der Sitz der Südtiroler Landesregierung und der Südtiroler Landeshauptleute. Es befindet sich am Silvius-Magnago-Platz neben dem Landtagsgebäude und steht seit 1989 unter Denkmalschutz.
Das Palais Widmann wurde von 1882 bis 1885 an der damaligen Kaiser-Franz-Josef-Straße (heutige Laurinstraße) nach Plänen des Bozner Stadtbaumeisters Sebastian Altmann für die Adelsfamilie von Widmann-Staffelfeld zu Ulmburg errichtet. Altmann bediente sich dabei des historistischen Stilinventars der Neorenaissance und orientierte sich am Wiener Ringstraßenstil. 1899 ergänzte Baumeister Johann Bittner den straßenseitigen Balkon an der Westseite des Palais. 1924 erwarb die Stadtgemeinde Bozen das Haus.
Nachdem 1927 von der faschistischen Administration die Verwaltungseinheit der Provinz Bozen geschaffen worden war, wurde das Gebäude 1929 als damaliger Sitz der Präfektur sowie der Provinzialverwaltung nach Osten hin verlängert. Nach dem Zweiten Weltkrieg, in dessen Verlauf das Gebäude im September 1943 schwere Bombenschäden erlitt, zog die Südtiroler Landesregierung – im Zuge der allmählichen Ausgestaltung der Südtiroler Autonomiebestimmungen – 1955 in das Haus ein. 2015 wurde der Eingangsbereich modernisiert.
Heute umfasst der Komplex auf 4 Stockwerken 119 Büroräume sowie einen Eingangs- und Medienbereich im Erdgeschoss.